# Xenoschesis crassicornis
Xenoschesis crassicornis là một loài tò vò trong họ Ichneumonidae.